# Pelleport (metropolitana di Parigi)
Pelleport è una stazione della linea 3 bis della metropolitana di Parigi.
Situata nel XX arrondissement, è intitolata ad un'alta carica militare del XIX secolo, il visconte Pierre de Pelleport.
Nel 2011 sono stati registrati 364.642 ingressi. Nel 2013 sono stati registrati 386.605 ingressi.